# 신조 나오요리
신조 나오요리(일본어: 新庄直頼, 1538년 ~ 1613년 2월 8일)는 센고쿠 시대부터 에도 시대 전기까지의 무장, 다이묘이다. 히타치 아소 번 초대 번주를 지냈다.
아버지는 오미 아사즈마 성주 신조 나오마사이다.
|  | 제1대 아소 번 번주 (신조가) 1604년 ~ 1612년 | 후임 신조 나오사다 |